# Vindula sapor
Vindula sapor är en fjärilsart som beskrevs av Frederick DuCane Godman och Osbert Salvin 1888. Vindula sapor ingår i släktet Vindula och familjen praktfjärilar. Inga underarter finns listade i Catalogue of Life.